# Anello di tucum

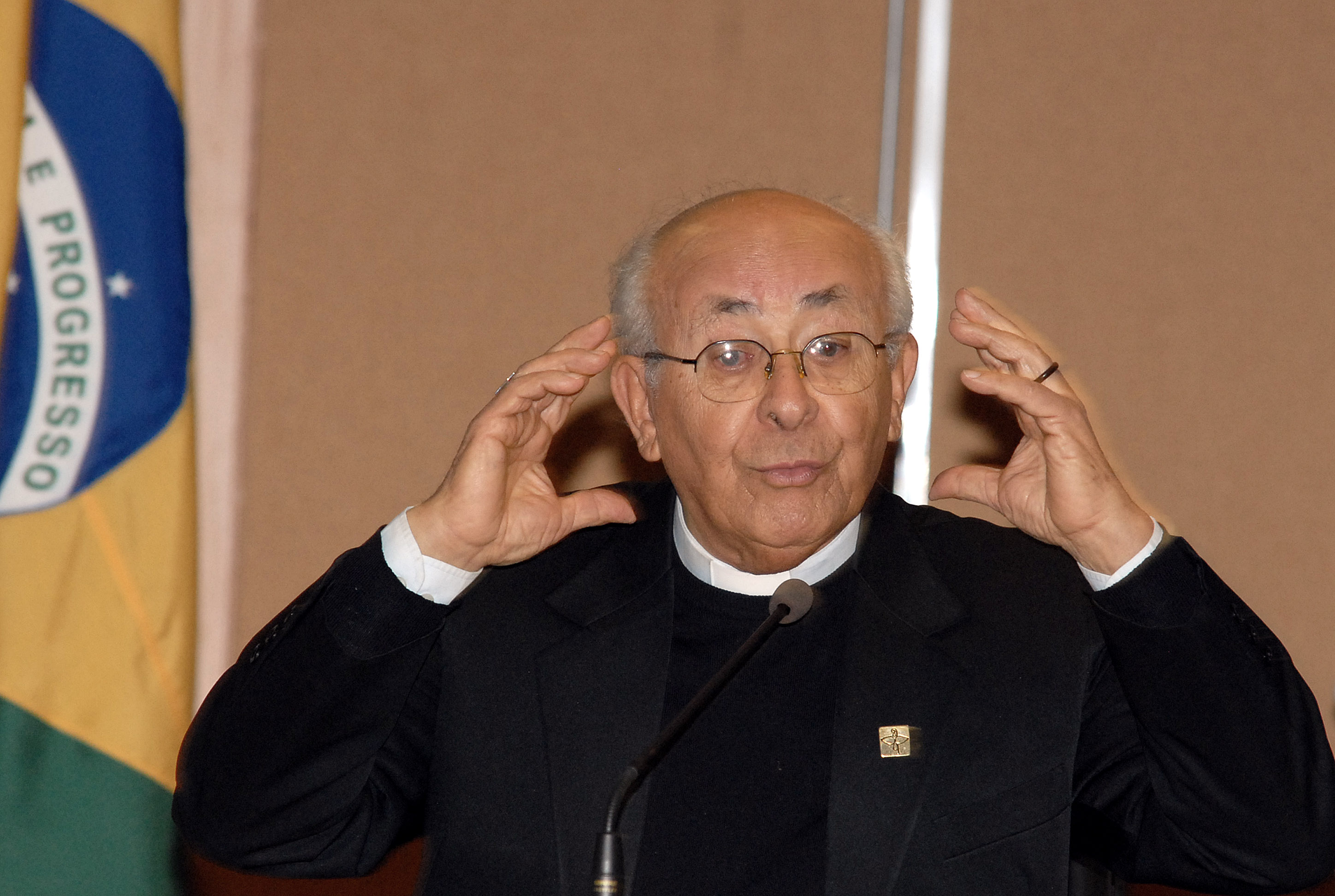
Dom Tomás Balduíno con l'anello di tucum all'anulare sinistro.

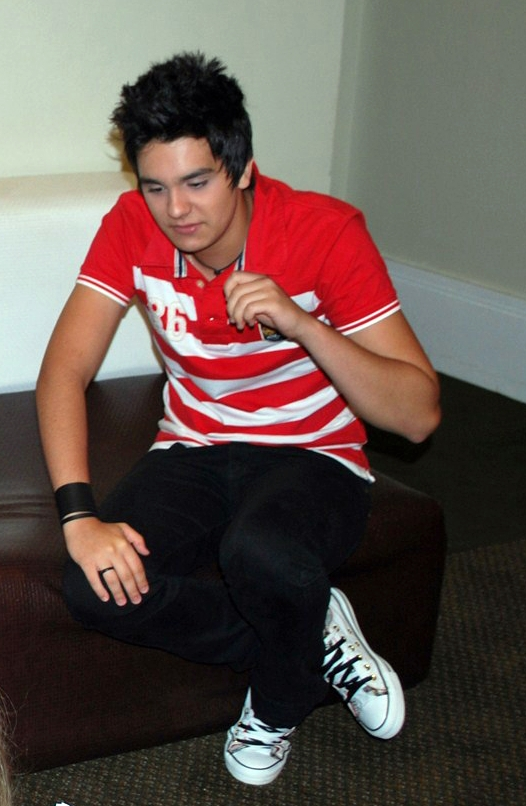
Il cantante Luan Santana con l'anello di tucum all'anulare destro.

L'anello di tucum è un anello fatto con il legno di Astrocaryum vulgare, una specie di palma dell'Amazzonia. È utilizzato soprattutto in Brasile dai cristiani, cattolici e non, come simbolo del legame tra la Chiesa e i poveri.

## Storia
L'anello ebbe origine in Brasile nell'epoca dell'Impero, quando i gioielli potevano permetterseli solo le ricche élite imperiali. Gli schiavi e gli indios crearono questo anello per poter dare ufficialità ai loro matrimoni. Era, praticamente, un simbolo clandestino per i ricchi che non riuscivano a comprenderne il significato, visto che il suo colore naturale è scurissimo.
Negli ultimi decenni, soprattutto dopo il Concilio Vaticano II e la seconda e terza Conferenza Generale dell'Episcopato Latino-Americano, che hanno messo in luce l'opzione preferenziale per i poveri, l'anello di tucum si è diffuso largamente fra i fedeli cristiani, con il significato di sancire l'alleanza fra le varie chiese del mondo e ...i poveri, la pace, il rispetto della madre Terra e della causa indigena...

## Curiosità
- Alcuni cattolici tradizionalisti ritengono l'anello di tucum un simbolo della teologia della liberazione, attribuendogli il significato di rottura degli schemi e di rivoluzione.
- O Anel de tucum è il titolo di un documentario del 1994 diretto da Conrado Berning [2].

## Lavorazione
L'anello è generalmente fabbricato a mano dalle comadres, le donne anziane dei villaggi dell'interno del Brasile, e richiede una lavorazione che va dalle 2 alle 3 ore.

## Galleria d'immagini

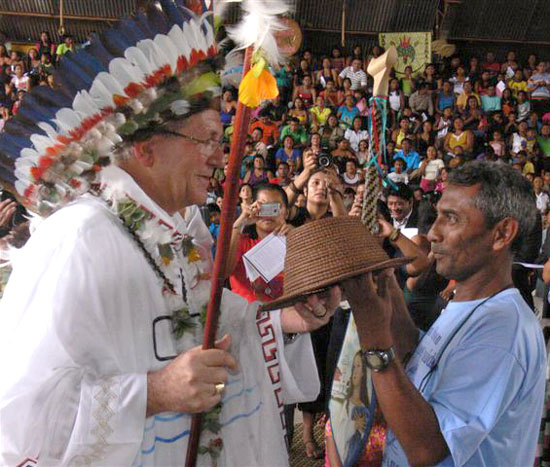
Dom Edson Taschetto Damian con l'anello di tucum alla mano sinistra
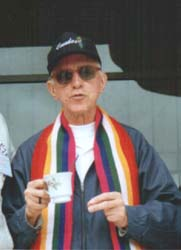
Dom Pedro Casaldáliga con l'anello di tucum alla mano destra